# Howard Da Silva
Howard Da Silva (4 de mayo de 1909 – 16 de febrero de 1986) fue un actor estadounidense.

## Biografía
Su verdadero nombre era Howard Silverblatt, y nació en Cleveland, Ohio. Sus padres eran Benjamin y Bertha Silverblatt, ambos judíos y nacidos en Rusia. Da Silva fue trabajador siderúrgico antes de iniciar su carrera como actor teatral. Cambió su apellido por el portugués Da Silva, a pesar de no tener relación alguna con Portugal o Brasil.
Da Silva actuó en diferentes obras musicales en el circuito de Broadway, haciendo entre otros el papel de "Larry Foreman" en la legendaria primera producción del musical de Marc Blitzstein The Cradle Will Rock (1937). Más adelante fue uno de los protagonistas de la producción original representada en 1943 de la obra de Richard Rodgers y Oscar Hammerstein II Oklahoma!, haciendo el papel de "Jud Fry". Otros papeles teatrales destacados fueron el de Ben en el musical ganador de un Premio Pulitzer Fiorello!, y el de Benjamin Franklin en el musical 1776 (1969), papel que repitió en la versión filmada en 1972.
Da Silva también hizo teatro de verano en el Pine Brook Country Club, en las cercanías de Nichols, Connecticut, con el Group Theatre, formación teatral en la que figuraban Harold Clurman, Cheryl Crawford y Lee Strasberg.
Para el cine, Da Silva actuó en más de 60 filmes. Algunas de sus películas más destacadas fueron El lobo de mar, Días sin huella (1945) y They Live by Night (1949). Además, trabajó en dos adaptaciones para el cine de la novela de 1925 de Francis Scott Fitzgerald El gran Gatsby: Una en 1949, interpretada por Alan Ladd, en la cual Da Silva era George Wilson, y otra en 1974, protagonizada por Robert Redford, encarnando Da Silva a Meyer Wolfsheim. 
Además, grabó un álbum para Monitor Records con canciones y baladas políticas, bajo el título de Politics and Poker. En la década de 1950, tras ser incluido en la lista negra de Hollywood como resultado de las actividades del Comité de Actividades Antiestadounidenses, e incapaz de encontrar trabajo en el cine o en la televisión, Da Silva volvió al teatro, y en 1960 fue nominado a un Tony por su papel de "Ben Marino" en el musical Fiorello! (1959).
Da Silva se casó con la actriz Marjorie Nelson en 1949. Tras entrar en la lista negra, Da Silva y Nelson dejaron Los Ángeles y se trasladaron a Nueva York para actuar en The World of Sholom Aleichem. Ambos se divorciaron en 1960.
Da Silva fue nominado a un BAFTA al mejor actor extranjero por su trabajo como "Dr. Swinford" en David and Lisa (1962), y ganó el Premio Emmy al mejor actor de reparto en una comedia o drama por su papel de Eddie en Verna: USO girl (1978), producción protagonizada por Sissy Spacek.
Para la televisión fue el narrador para la versión emitida en los Estados Unidos de la serie televisiva británica Doctor Who. Además, fue el líder soviético Nikita Jrushchov en el docudrama televisivo de 1974 The Missiles of October. Otros personajes cinematográficos destacados de entre los que interpretó Da Silva fueron Franklin D. Roosevelt en The Private Files of J. Edgar Hoover (1983), Louis B. Mayer en Mommie Dearest (1981), y "Angelo Dokakis" en Garbo Talks (1984). 
Tras el final de la época de la lista negra, Da Silva actuó como artista invitado en diferentes series televisivas, entre las cuales figuran The Outer Limits, Ben Casey, El agente de CIPOL, El fugitivo, Gentle Ben, Mannix, Love, American Style, Kung Fu, y Archie Bunker's Place.
En 1967, tuvo actuación especial en la serie El fugitivo con David Janssen, en el capítulo Death is the Door Prize, donde interpreta a un vigilante llamado Gaines y persiguiendo al fugitivo, el cual se esconde en una bodega, encuentra a dos muchachos robando artículos electrónicos. Gaines los ve y les da el alto pero uno de los chicos, hace un movimiento violento hacia la bolsa de atrás del pantalón y el le dispara y muere. Busca al fugitivo para que atestigüe su inocencia, dado que al estar escondido detrás de una puerta, observó lo sucedido.
Da Silva también fue actor de voz en 26 episodios de un intento en recuperar en los años setenta el drama radiofónico titulado CBS Radio Mystery Theater, y que se emitió entre julio de 1974 y febrero de 1977.

### Fallecimiento
Howard Da Silva falleció en 1986, a causa de un linfoma de Hodgkin, en Ossining, Nueva York. Tenía 76 años de edad. Sus restos fueron incinerados, y las cenizas entregadas a sus allegados.